# Costa Bermeja

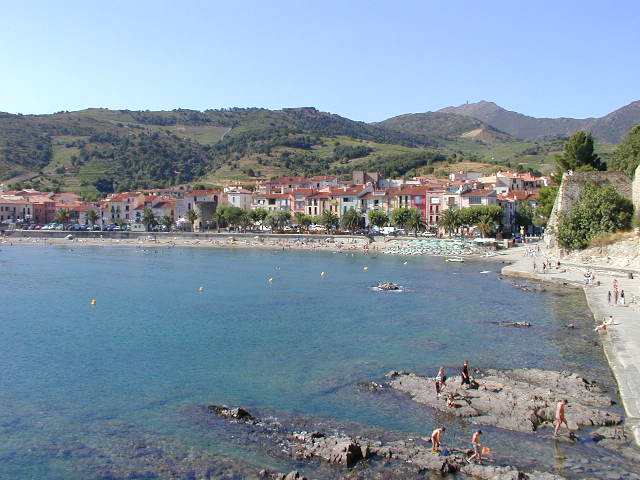
La Costa Bermeja al sur de Collioure.

La costa Bermeja (en francés: Côte Vermeille; en catalán: costa Vermella) es el tramo de costa rocosa del mar Mediterráneo situada en el departamento de los Pirineos Orientales en la región de Occitania (Francia), en el Rosellón histórico. Empieza al sur de Argelès-sur-Mer y se prolonga hasta el Alto Ampurdán (España), concretamente Portbou, localidad fronteriza con Francia. 
Forman parte de la costa Vermella cuatro comunas francesas (de norte a sur):
- Collioure
- Port-Vendres
- Banyuls-sur-Mer
- Cerbère

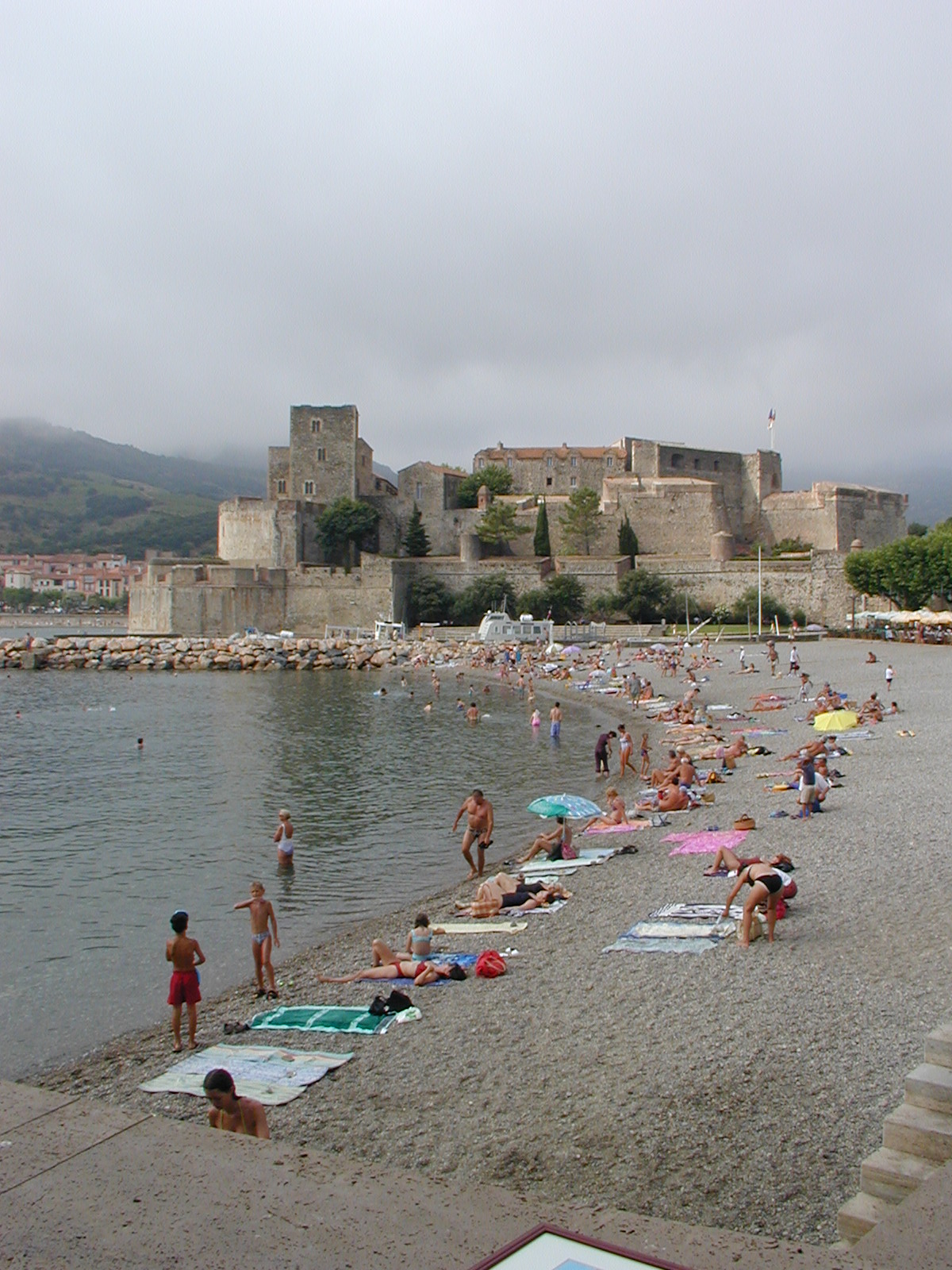
Castillo real de Collioure
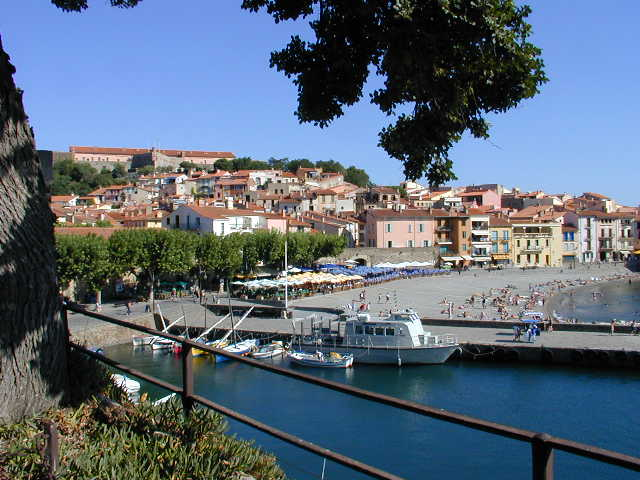
Zona norte de Collioure